# 南希爾茲 (英國國會選區)
南希爾茲（英語：South Shields），英國國會一自治市選區，位於英格蘭泰恩-威爾郡東部。創設於1832年。
該區自創設以來早期支持輝格黨及後來的自由黨，1929年—1931年以及1935年至今支持工黨。2010年大選中的文禮彬以52.9%選票勝出該區成功二度連任。